# USS Wisconsin (BB-64)
USS Wisconsin (BB-64) – amerykański pancernik typu Iowa, uczestnik II wojny światowej, wojny w Korei oraz I wojny w Zatoce Perskiej. Został zbudowany w Stoczni Marynarki Wojennej w Filadelfii i zwodowany 7 grudnia 1943 roku. Był drugim okrętem Marynarki Wojennej Stanów Zjednoczonych noszącym nazwę pochodzącą od stanu Wisconsin.
W trakcie II wojny światowej działał na Oceanie Spokojnym, gdzie brał udział m.in. w bitwie w Zatoce Leyte oraz osłonie lotniskowcowych grup uderzeniowych. Podczas wojny koreańskiej ostrzeliwał cele w Korei Północnej, wspierając Siły Zbrojne Narodów Zjednoczonych. Następnie przeniesiono go do floty rezerwowej, jednak 1 sierpnia 1986 roku został przywrócony do służby, a następnie zmodernizowany w ramach programu „600-ship Navy”. W 1991 roku uczestniczył w I wojnie w Zatoce Perskiej.
USS „Wisconsin” wycofano ostatecznie ze służby we wrześniu 1991 roku. Jest odznaczony sześcioma gwiazdami (ang. battle star) za służbę w II wojnie światowej i wojnie koreańskiej. Otrzymał również pochwałę Navy Unit Commendation. Obecnie cumuje jako okręt-muzeum w Narodowym Centrum Morskim w Norfolk i oczekuje na gruntowną przebudowę, mającą na celu lepsze przystosowanie go do pełnienia funkcji jednostki muzealnej. 17 marca 2006 roku został skreślony z Rejestru Jednostek Floty (Naval Vessel Register).

## Budowa i wejście do służby
„Wisconsin” należał do typu Iowa, zaprojektowanego jako „szybkie pancerniki” w 1938 roku przez Preliminary Design Branch w Bureau of Construction and Repair. Był trzecim z czterech ukończonych okrętów tego typu. Jego stępkę położono 25 stycznia 1941 roku w Stoczni Marynarki w Filadelfii. Został zwodowany 7 grudnia 1943 roku, matką chrzestną została żona Waltera Samuela Goodlanda, gubernatora Wisconsin. Okręt został włączony do służby 16 kwietnia 1944, z dowódcą – komandorem Earlem E. Stone’em.
Główna artyleria pancernika składała się z dziewięciu dział kalibru 406 mm (16 cali) o długości lufy 50 kalibrów. Działa te mogły wysłać 1225-kg pociski na odległość 24 Mm (44,5 km). Artyleria pomocnicza składała się z dwudziestu dział uniwersalnych kalibru 127 mm (5 cali) o długości lufy 38 kalibrów, które mogły ostrzeliwać cele z odległości 9 Mm (16,6 km). Wraz ze zwiększającym się znaczeniem lotnictwa, projektanci zaczęli zwracać większą uwagę na uzbrojenie przeciwlotnicze. Oprócz dział uniwersalnych, „Wisconsin” został uzbrojony w 20 mm działka przeciwlotnicze Oerlikon i 40 mm przeciwlotnicze działa Boforsa. Po modernizacji w 1986 roku działa przeciwlotnicze zostały zdemontowane, a w ich miejsce zostały zainstalowane systemy artyleryjskie Phalanx CIWS, służące głównie do zwalczania pocisków rakietowych. Zainstalowano również wyrzutnie Armored Box Launcher i Quad Cell Launchers służące do wystrzeliwania pocisków rakietowych typu BGM-109 Tomahawk i AGM-84 Harpoon.
Pomimo tego, że numer identyfikacyjny „Wisconsin” – BB-64 jest najwyższy ze wszystkich pancerników amerykańskich, które zostały wybudowane, został on ukończony przed USS „Missouri” (BB-63), co czyni ten z kolei okręt ostatnim oddanym do służby pancernikiem amerykańskim.

## II wojna światowa (1944–1945)

### Służba w 3 Flocie
Po próbach morskich i początkowym treningu w Zatoce Chesapeake, „Wisconsin” opuścił Norfolk 7 czerwca 1944, udając się na Karaiby. Po tym dziewiczym rejsie, w którym odwiedził Trynidad, wrócił do stoczni na ostatnie przeróbki i naprawy.
24 września 1944 pancernik został odesłany na zachodnie wybrzeże USA i 2 października zameldował się do służby we Flocie Pacyfiku. Następnie przepłynął na Hawaje w celu odbycia ćwiczeń. Później odwiedził zachodnie Karoliny. Po dotarciu do Ulithi 9 grudnia 1944 roku dołączył do amerykańskiej Trzeciej Floty admirała Halseya.
Ponieważ budowa okrętu przeciągnęła się, „Wisconsin” nie uczestniczył w pierwszej fazie walk z Japończykami. Przybył na pole walki w momencie, gdy odbijanie Filipin z rąk sił japońskich już trwało. Jako część tej operacji planiści amerykańscy założyli wykonanie lądowania na południowo-zachodnim wybrzeżu wyspy Mindoro, na południe od Luzonu. Z tego miejsca amerykańskie siły mogłyby atakować japońskie szlaki żeglugowe na Morzu Południowochińskim. W ramach przygotowań do nadchodzącej operacji, „Wisconsin” został przydzielony do zabezpieczania lotniskowców 38. zespołu uderzeniowego (Task Force 38 – TF 38) trzeciej floty podczas rajdów sił morskich na Manilę. Naloty były wykonywane w ramach planowego „zmiękczania” pozycji japońskich.
18 grudnia 1944 roku okręty TF 38 niespodziewanie znalazły się w zasięgu tajfunu Cobra podczas operacji tankowania na morzu. 7 lotniskowców floty, 6 lotniskowców eskortowych, 8 pancerników, 15 krążowników i około 50 niszczycieli walczyło ze sztormem około 300 mil (550 km) na wschód od Luzonu na Morzu Filipińskim. 17 grudnia 1944 roku lotniskowce zakończyły trwające trzy dni ciężkie naloty na japońskie lotniska i wyruszyły na spotkanie z grupą zaopatrzeniową komandora Jaspera T. Acuffa, by uzupełnić zapasy paliwa i amunicji na wszystkich okrętach zespołu i uzupełnić stracone samoloty. Morze było niespokojne przez cały dzień, a 18 grudnia mały, ale silny tajfun Cobra ogarnął cały zespół okrętów w momencie, gdy większość z nich miała rozpocząć operację tankowania. Wiele okrętów przebywało blisko oka tajfunu w strefie wysokiej fali i huraganowego wiatru. Trzy niszczyciele: USS „Hull” (DD-350), USS „Monaghan” (DD-354) i USS „Spence” (DD-512) zatonęły z całymi załogami (zostały zaskoczone przez tajfun z prawie pustymi zbiornikami i nie mogły skutecznie manewrować w czasie sztormu). Jeden krążownik, pięć lotniskowców i trzy niszczyciele doznały poważnych uszkodzeń. Około 790 oficerów i marynarzy zaginęło lub zostało zabitych, kolejnych 80 odniosło rany. Na trzech lotniskowcach w wyniku zerwania zabezpieczeń w hangarach, zderzeń lub zmycia za burtę 146 samolotów zostało zniszczonych bądź tak uszkodzonych, że nie opłacało się ich remontować. „Wisconsin” wyszedł obronną ręką, bowiem zgłosił jedynie 2 marynarzy rannych w wyniku tajfunu.
Następnie „Wisconsin” brał udział w osłonie operacji desantowej na Luzonie. Omijając południowe plaże, amerykańskie siły amfibijne dotarły do zatoki Lingayen, gdzie prawie trzy lata wcześniej Japonia rozpoczęła atak na Luzon.
Pancernik, uzbrojony w liczne działa przeciwlotnicze, służył jako eskorta dla szybkich lotniskowców z zespołu TF 38 podczas ataków na Formozę, Luzon i Nansei Shoto, które miały zneutralizować japońskie lotniska i zabezpieczyć operacje alianckie w zatoce Lingayen. Te ataki trwały od 3 do 22 stycznia 1945 roku i w ich ramach okręty wpłynęły na Morze Południowochińskie, mając nadzieję na wywabienie z portów głównych jednostek Cesarskiej Marynarki Japońskiej.
12 stycznia 1945 roku samoloty zespołu TF 38 zatopiły 41 okrętów i ciężko uszkodziły doki, magazyny i lotniska na Formozie. Ataki ponawiano 15 i 21 stycznia. Podczas operacji styczniowych pancernik osłaniał lotniskowce także podczas nalotów na Hongkong, Kanton, wyspę Hajnan, kantońskie rafinerie, port w Hongkongu i Okinawę.

### Służba w 5 Flocie
„Wisconsin” został przydzielony do 5. Floty, kiedy admirał Raymond Spruance objął stanowisko Dowódcy Floty (ang. Commander of the Fleet). Okręt został przesunięty na północ wraz z zespołem przemianowanym na TF 58 i dotarł w okolice Tokio. 16 lutego 1945 roku zespół dotarł do wybrzeża japońskiego pod osłoną złej pogody i zaskoczył siły japońskie. W rezultacie taktycznego zaskoczenia „Wisconsin” i inne okręty zestrzeliły 322 samoloty i zniszczyły kolejne 177 na ziemi. Zniszczone zostały hangary i inne instalacje lotnisk.
Teraz pancernik, wraz z zespołem, w skład którego wchodził, został skierowany ku Iwo Jimie w ramach przygotowań do operacji desantowej, która rozpoczęła się 19 lutego. Powtórnie atakował Tokio 25 lutego a następnego dnia uderzył na wyspy Hachino w pobliżu Honsiu, powodując ciężkie uszkodzenia instalacji na wyspie. W tej samej akcji amerykańskie samoloty zatopiły pięć małych okrętów i zniszczyły 158 samolotów.
Po miesięcznej przerwie w działaniach zespół, w skład którego wchodził „Wisconsin”, wyszedł w morze z atolu Ulithi 14 marca 1945, kierując się w stronę Japonii. Zadaniem zespołu była eliminacja obrony lotniczej nad japońskimi wyspami macierzystymi. Jednostki floty nieprzyjacielskiej w Kure i Kobe 18 i 19 marca były skutecznie atakowane przez pilotów z TF 58 z odległości 100 mil (160 km). TF 58 zaatakował także lotniska na wyspie Kiusiu. Mimo podjętego wysiłku, aliancki ogień przeciwlotniczy 19 marca nie zatrzymał ataków kamikaze na lotniskowiec USS „Franklin”. Tego wieczoru, pancernik i cały zespół wycofał się spod Kiusiu, silnie atakowany. Zestrzelono podczas tych ataków 48 samolotów wroga.

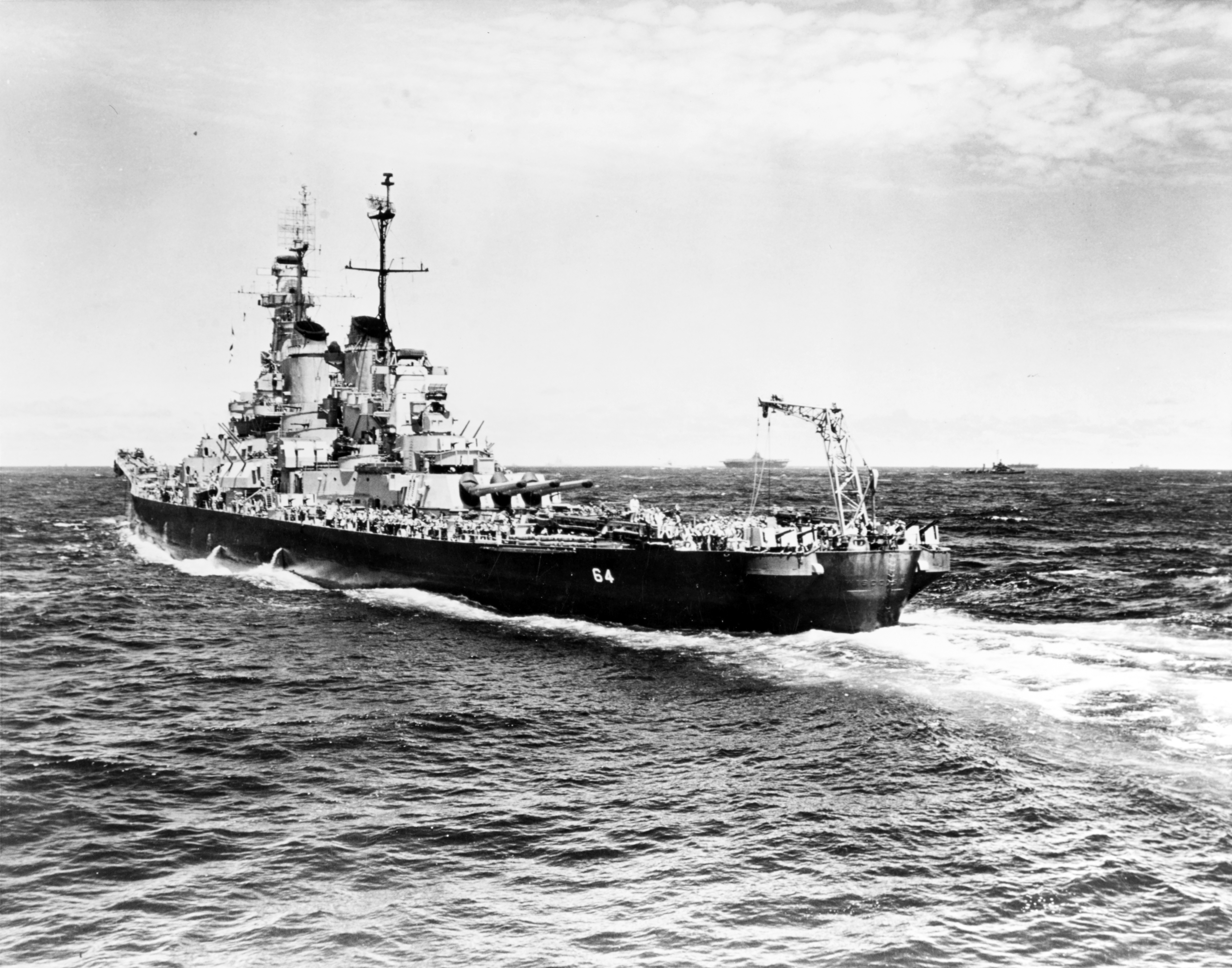
„Wisconsin” eskortujący amerykańskie lotniskowce typu Essex na Pacyfiku podczas II wojny światowej. Dźwig rufowy był używany do podnoszenia samolotów zwiadowczych startujących z pancernika.

24 marca 1945 roku pancernik skierował swoje szesnastocalowe (406 mm) działa na cele na Okinawie. Razem z innymi ciężkimi okrętami zespołu ostrzeliwał japońskie pozycje i instalacje w ramach przygotowań do lądowania.
Podczas gdy samoloty zespołu TF 58 zajęte były zatapianiem japońskiego pancernika „Yamato” wraz z jego eskortą, samoloty japońskie zaatakowały amerykańskie okręty. Patrole myśliwców (ang. Combat air patrols – CAP) zestrzeliły 15 samolotów, ogień przeciwlotniczy okrętów zniszczył kolejne 3, ale jeden samolot przeniknął przez CAP i rozbił się na pokładzie lotniskowca USS „Hancock” (CV-19). 11 kwietnia 1945 roku Japończycy ponowili ataki kamikaze i jedynie zdecydowane manewry i silny ogień dział przeciwlotniczych uratował zespół amerykański od strat. CAP zestrzeliły 17 samolotów, a działa okrętów – 12. Następnego dnia 151 wrogich samolotów zaatakowało TF 58, ale ogień zaporowy pancernika i innych okrętów zestrzeli większość kamikaze zanim osiągnęli osłaniane lotniskowce. Japońskie samobójcze samoloty rozbiły się na trzech lotniskowcach: USS „Intrepid” (CV-11), USS „Bunker Hill” (CV-17) i USS „Enterprise” (CV-6).
4 czerwca 1945 roku zespół okrętów ponownie znalazł się w zasięgu tajfunu. „Wisconsin” wyszedł ze sztormu bez strat, ale trzy krążowniki, dwa lotniskowce i niszczyciel odniosły poważne uszkodzenia. Operacje ofensywne przeciwko Kiusiu zostały wznowione 8 czerwca. Japoński opór w powietrzu już prawie nie istniał: 29 samolotów zostało zlokalizowanych i zniszczonych. Jeden z wodnosamolotów zwiadowczych stacjonujących na pancerniku uratował zestrzelonego pilota z lotniskowca USS „Shangri-La” (CV-38).
„Wisconsin” rzucił kotwicę w zatoce Leyte 13 czerwca 1945 roku w celu dokonania napraw i uzupełnienia zapasów. Trzy tygodnie później (1 lipca), pancernik wraz z eskortą kolejny raz wypłynął w kierunku japońskich wód terytorialnych w celu osłaniania ataków lotniczych na japońskie wyspy macierzyste. Dziewięć dni później samoloty zespołu TF 38 zniszczyły 72 wrogie samoloty na ziemi i zniszczyły przemysł w okolicach Tokio. Japońska obrona już praktycznie nie istniała.
16 czerwca 1945 roku „Wisconsin” ostrzelał z najcięższych dział stalownię i rafinerię w Muroran na Hokkaido. Dwa dni później zniszczył zakłady przemysłowe w prowincji Hitachi na wybrzeżu Honsiu, na północ od Tokio. Od tego czasu alianckie ciężkie okręty, takie jak „Wisconsin”, mogły bezkarnie ostrzeliwać japońskie wyspy macierzyste.
Samoloty zespołu Task Force 38 zniszczyły następnie japońską bazę morską w Yokosuce i wyłączyły z walki były flagowy okręt japońskiej marynarki „Nagato” (jeden z dwóch pancerników japońskich, które nadal były w służbie). W lipcu i na początku sierpnia lotnicy admirała Halseya niszczyli nalotami Japonię – ostatni atak na Tokio odbył się 13 sierpnia 1945 roku.
„Wisconsin” jako część sił okupacyjnych przybył do Zatoki Tokijskiej 5 września 1945 roku, trzy dni po formalnym poddaniu się Japonii, które odbyło się na pokładzie siostrzanego okrętu – USS „Missouri” (BB-63). Podczas walk w II wojnie światowej „Wisconsin” przepłynął 105 831 mil morskich, zestrzelił trzy wrogie samoloty (prawdopodobnie także czwarty) oraz około 250 razy przekazywał paliwo osłaniającym go niszczycielom.

## Lata 1945–1950
Przesunięty później na Okinawę pancernik stał się transportowcem dla wracających do domu żołnierzy. W ramach operacji Magic Carpet 22 września 1945 roku rozpoczął się załadunek wracających do domu z wojny Amerykanów. „Wisconsin” opuścił Okinawę 23 września 1945 roku kierując się do Pearl Harbor, do którego dotarł 4 października 1945 i gdzie pozostał 5 dni. Następnie popłynął wzdłuż zachodniego wybrzeża USA i dopłynął 15 października 1945 do San Francisco.
Na początku 1946 roku kierując się w stronę wschodniego wybrzeża USA pancernik przeszedł Kanał Panamski i dopłynął do Hampton Roads, (Wirginia) 18 stycznia. Po podróży do Zatoki Guantánamo na Kubie pancernik wszedł do stoczni w Norfolk na przegląd. Po naprawach i przeróbkach, które trwały kilka miesięcy, okręt popłynął na wody południowoamerykańskie.
Pancernik odwiedził w czasie tego rejsu Valparaíso w Chile (1 – 6 listopada 1946), Callao w Peru (9 – 13 listopada 1946), Balboa w strefie Kanału Panamskiego (16 – 20 listopada 1946) i La Guaira w Wenezueli (22 – 26 listopada 1946), a następnie wrócił do Norfolk 2 grudnia 1946.
„Wisconsin” spędził prawie cały rok 1947 jako okręt szkolny, biorąc rezerwistów marynarki na dwutygodniowe rejsy. Te podróże rozpoczynały się w Bayonne (New Jersey), a okręt w trakcie rejsów odwiedził m.in. Guantanamo i strefę Kanału Panamskiego. Podczas rejsów odbywano różnorodne testy i ćwiczenia, zanim rejs kończył się tam gdzie się rozpoczął – w Bayonne. Podczas czerwca i lipca 1947 „Wisconsin” wziął na pokład kadetów Akademii Marynarki Wojennej Stanów Zjednoczonych w podróż na wody północnoeuropejskie.
W styczniu 1948 roku pancernik został skierowany do Atlantyckiej Floty Rezerwowej w Norfolk w celu dezaktywacji. Wycofany z oficjalnej służby i przeniesiony do rezerwy 1 czerwca 1948, „Wisconsin” został przydzielony do norfolskiej grupy Atlantyckiej Floty Rezerwowej.

## Wojna koreańska (1950–1952)

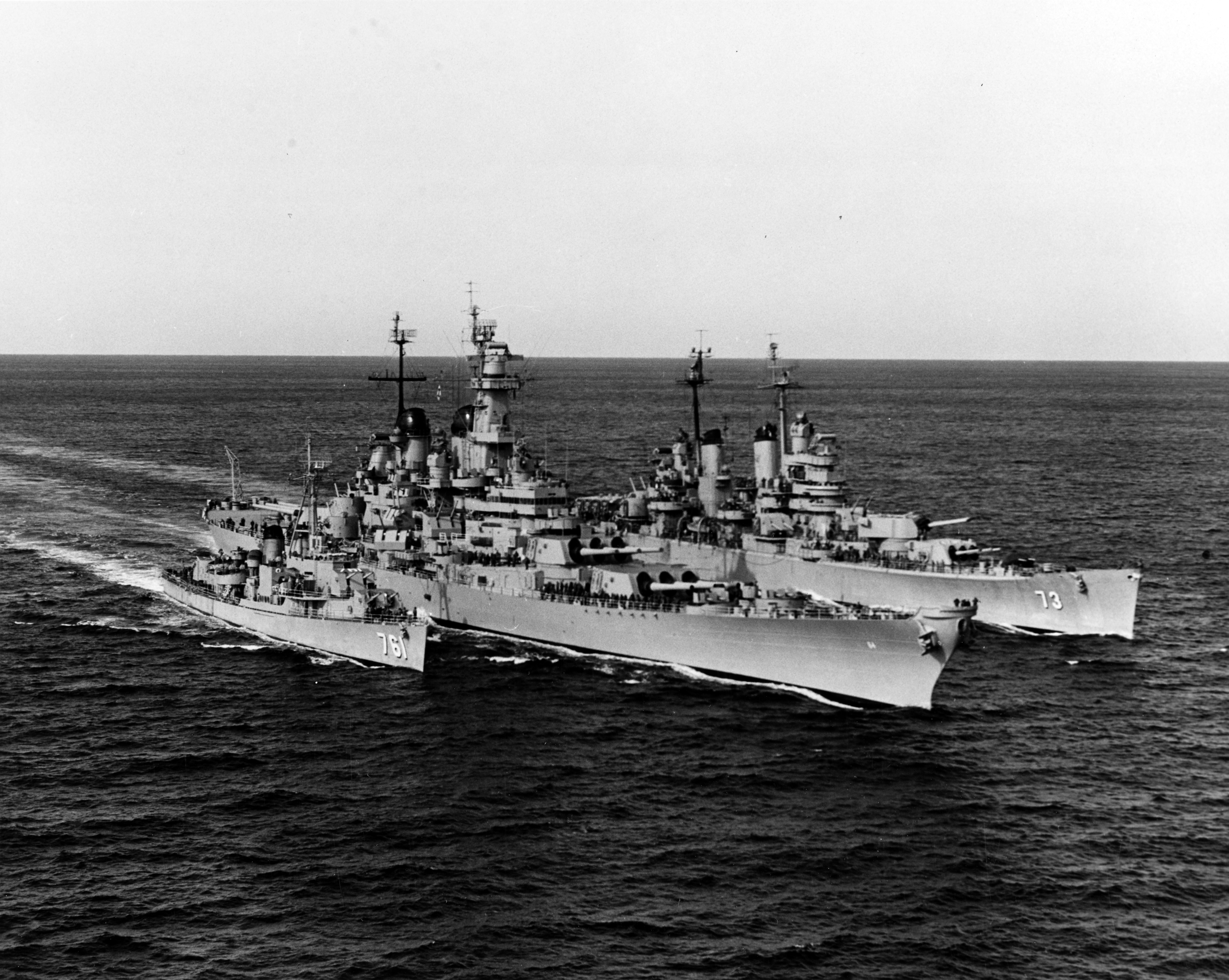
Niszczyciel USS „Buck” (DD-761), pancernik USS „Wisconsin” (BB-64) i krążownik USS „Saint Paul” (CA-73) płyną w ciasnej formacji podczas operacji w pobliżu wybrzeża koreańskiego, 1952

Pobyt pancernika w „naftalinie” okazał się stosunkowo krótki, ze względu na inwazję wojsk komunistycznej Korei Północnej na Koreę Południową w drugiej połowie czerwca 1950. USS „Wisconsin” został ponownie przyjęty do służby 3 marca 1951 roku, z komandorem Thomasem Burrowesem jako dowódcą. Po początkowych treningach na odnowiony pancernik zaokrętowano kadetów-praktykantów, z którymi okręt odbył dwa rejsy treningowe do Edynburga w Szkocji, Lizbony w Portugalii, Halifaksu na Nowej Szkocji, Nowego Jorku i Zatoki Guantánamo na Kubie. Rejs zakończył się w Norfolk. Wychodząc z Nowego Jorku „Wisconsin” wszedł przypadkowo na mieliznę w porcie nowojorskim, ale został uwolniony 23 sierpnia 1951 roku bez uszkodzeń.
25 października 1951 roku pancernik opuścił Norfolk kierując się na Pacyfik. Przepłynął Kanał Panamski 29 października i 21 listopada dopłynął do Yokosuki w Japonii. W japońskim porcie „Wisconsin” stał się okrętem flagowym wiceadmirała H. M. Martina, dowódcy 7. Floty, zastępując w tej roli USS „New Jersey” (BB-62).
26 listopada, z wiceadmirałem Martinem i kontradmirałem F.P. Denebrinkiem (dowódcą Service Force na Pacyfiku) na pokładzie, „Wisconsin” opuścił Yokosukę i popłynął na wody koreańskie, aby wspierać operacje szybkich lotniskowców z zespołu TF 77. Odłączył od zespołu 2 grudnia i osłaniany przez niszczyciel „Wiltsie” (DD-716) wspierał ogniem dział wojska Republiki Koreańskiej (Korei Południowej) w strefie Kasong-Kosong. Po wyokrętowano admirała Denebrinka 3 grudnia w Kangnŭng pancernik wrócił na pozycję, z której wspierał ogniem dział amerykańską 1. Dywizję Marines. Oficjalnie zaliczono mu tam zniszczenie m.in. czołgu, dwóch stanowisk dział i budynku. Kontynuował wspieranie artyleryjskie 1 D.Mar. i 1. Korpusu Południowokoreańskiego do 6 grudnia ostrzeliwując wrogie bunkry, pozycje artylerii i miejsca koncentracji wojsk. W jednym przypadku podczas tych akcji pancernik otrzymał prośbę o wsparcie artyleryjskie z 1. Korpusu Południowokoreańskiego i wystrzelił trzy salwy pociskami świetlnymi, ujawniając w ten sposób atak nieprzyjaciela, który został odparty ze znacznymi stratami wroga.
Po zastąpieniu go w roli okrętu wsparcia artyleryjskiego przez ciężki krążownik USS „St. Paul” (CA-73) 6 grudnia, pancernik na krótko został zwolniony z obowiązku wspierania żołnierzy piechoty. Wrócił do ostrzeliwania wroga w strefie Kasong-Kosong 11 grudnia, będąc osłanianym przez niszczyciel USS „Twining” (DD-540). Następnego dnia (12 grudnia) na pancernik przybył śmigłowcem dowódca 2 dywizjonu pancerników, kontradmirał H. R. Thurber (wizyta była częścią jego podróży inspekcyjnej po Dalekim Wschodzie).
„Wisconsin” kontynuował wsparcie ogniowe ostrzeliwując wrogie bunkry, stanowiska dowodzenia, pozycje artylerii i systemy zasieków do 14 grudnia. Chwilowo opuścił tę strefę, aby bombardować cele w okolicach Kojo, niszcząc cele nabrzeżne i wspierając żołnierzy Narodów Zjednoczonych w akcjach na wybrzeżu. Tego samego dnia pancernik wrócił jednak do strefy Kasong-Kosong. 15 grudnia pokład opuścił admirał Thuber. Następnego dnia pancernik opuścił wody koreańskie kierując się do amerykańskiej bazy Sasebo w celu uzupełnienia zapasów uzbrojenia.
18 grudnia na pokład pancernika dotarł senator Homer Ferguson ze stanu Michigan. Tego dnia „Wisconsin” wspierał oddziały południowokoreańskie ogniem artylerii, prowadząc także w nocy ogień pociskami świetlnymi, co umożliwiło kolejne odparcie ataku komunistów na pozycje południowokoreańskie. Po opuszczeniu strefy bombardowań 19 grudnia pancernik przekazał swojego cywilnego pasażera helikopterem na lotniskowiec „Valley Forge” (CV-45).
20 grudnia „Wisconsin” uczestniczył w koordynowanym, lotniczo-morskim ataku na Wonsan, który za zdanie miał zniszczyć wcześniej wybrane cele w pobliżu tego miasta. Okręt rozpoczął bombardowanie ze stanowiska położonego przy zachodnim końcu portu w Wonsan i niszczył okręty i małe łodzie na wodach wewnętrznych portu i okolicznych kanałach z dział 127 mm. Bombardowanie trwało do wieczora. Te akcje uniemożliwiły wrogowi zaatakowanie wysp opanowanych przez wojska Narodów Zjednoczonych w tym rejonie. Pancernik kontynuował akcje przeciw jednostkom morskim kierując się na północ, ostrzeliwując ogniem dział 127 mm rejony, w których spodziewano się koncentracji jednostek pływających. Następnie wspierał ogniem dział piechotę operującą w okolicy 22 grudnia 1951, kiedy dołączył do zespołu lotniskowców.

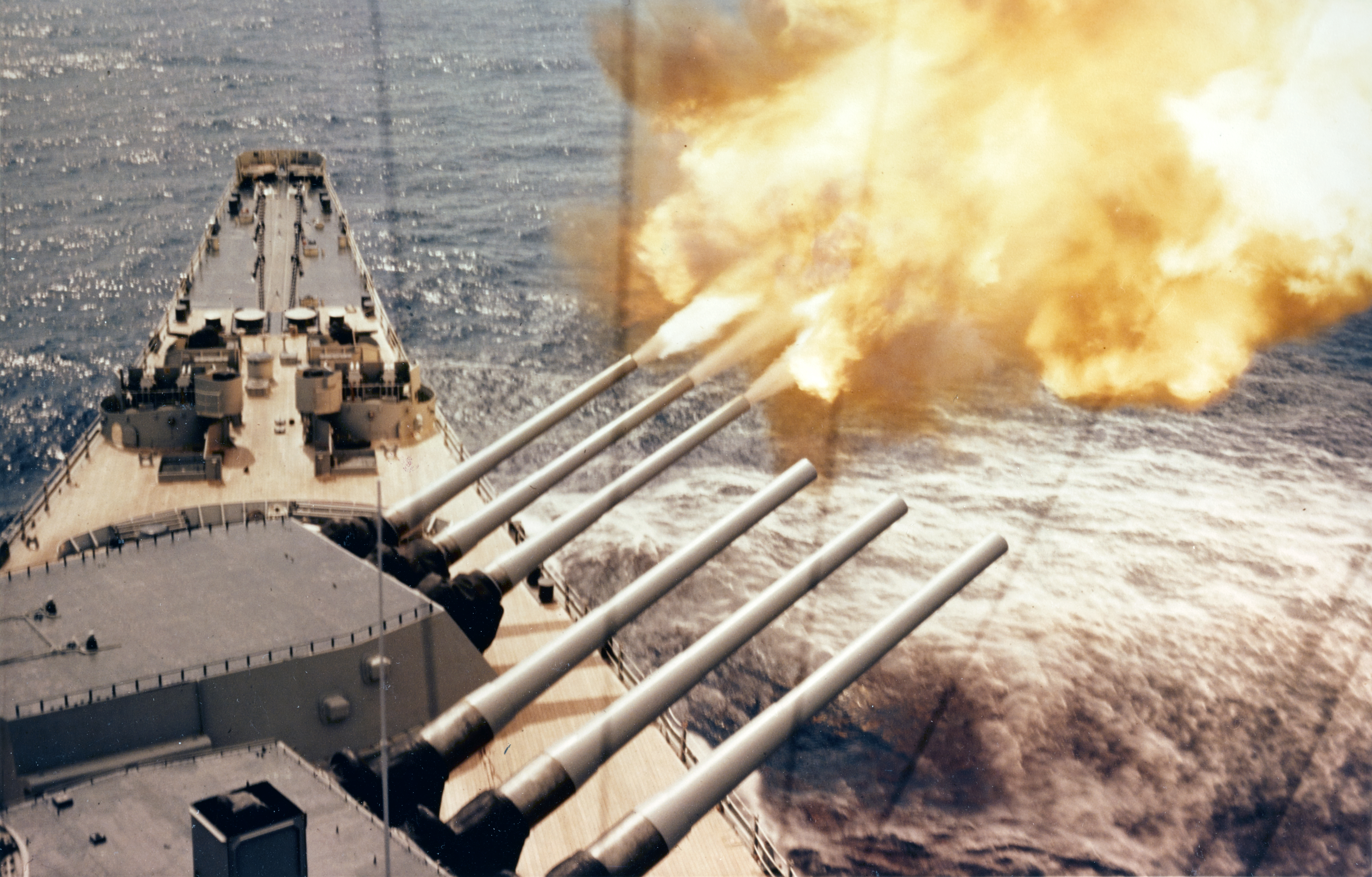
„Wisconsin” ostrzeliwuje cele północnokoreańskie podczas wojny koreańskiej

28 grudnia kardynał Francis Spellman w swej koreańskiej podróży, przy okazji Świąt Bożego Narodzenia odwiedził okręt, aby odprawić mszę dla katolickich członków załogi. Opuścił okręt w pobliżu Pohang. Trzy dni później, ostatniego dnia roku 1951, „Wisconsin” wrócił do Yokosuki.
Pancernik pozostawał w japońskim porcie do 8 stycznia 1952 roku, po czym kolejny raz udał się na wody koreańskie. Następnego dnia dotarł do Pusan. 10 grudnia 1952 roku okręt odwiedził prezydent Korei Południowej Rhee Syng-man wraz z żoną. Prezydent i jego żona zostali przywitani z wszystkimi honorami wojskowymi, a po przybyciu na pokład odznaczyli wiceadmirała Martina koreańskim orderem „Order of the Military Merit”.
Okręt wrócił na pozycję artyleryjską 11 stycznia i w kolejnych dniach wspierał ogniem ciężkich dział amerykańską 1. D.Mar. i 1. Korpus Południowokoreański. Tak jak wcześniej jego głównymi celami był punkty dowodzenia, schrony, bunkry, miejsca koncentracji żołnierzy wroga oraz pozycje moździerzy i trwał w pogotowiu, aby ostrzeliwać wroga po wezwaniu wsparcia przez żołnierzy piechoty. 14 stycznia, ostrzelał także oddziały wroga znajdujące się w otwartym polu na żądanie 1 Korpusu.
Ponownie zawinął do Sasebo i ponownie połączył się z TF 77 w pobliżu wybrzeży Korei, a następnie 23 stycznia wrócił na pozycję artyleryjską. Trzy dni później popłynął ponownie w rejon Kojo aby uczestniczyć w koordynowanym ataku artyleryjsko-lotniczym. Tego samego dnia wrócił jednak do strefy wsparcia artyleryjskiego i na żądanie 1 D.Mar. ostrzelał punkt dowodzenia i centrum komunikacyjne 15. Północnokoreańskiej Dywizji.
Wracając do Wonsan pod koniec stycznia „Wisconsin” zbombardował wrogie działa w Hodo Pando, zanim popłynął uzupełnić zapasy do Sasebo. Pancernik dołączył do TF 77 2 lutego i następnego dnia zbombardował budynki stacji kolejowej i inne budynki w Hodo Pando i Kojo przed ponownym połączeniem z TF 77. Po uzupełnieniu zapasów w Yokosuce kilka dni później pancernik ponownie wrócił do rejonu Koson i wznowił ostrzał artyleryjski: zniszczył most kolejowy i małą stocznię. Ostrzeliwał też linie okopów wroga.
26 lutego „Wisconsin” przybył do Pusan, gdzie okręt wizytowali: wiceadmirał Shon, dowódca operacji morskich Republiki Koreańskiej, ambasador amerykański J.J. Muccio i kontradmirał Scott-Montcrief z Royal Navy, dowódca grupy operacyjnej Task Group 95.12. Okręt opuścił port południowokoreański następnego dnia i osiągnął Yokosukę 2 marca, a tydzień później przepłynął do Sasebo, gdzie przygotowywał się do powrotu na wody koreańskie.
15 marca 1952 roku „Wisconsin” dotarł do Kimchaek i skoncentrował swój ogień na nieprzyjacielskim transporcie kolejowym. Wcześnie rano zniszczył pociąg z żołnierzami uwięziony w zniszczonym tunelu. Tego wieczora okręt otrzymał pierwsze trafienie w swej historii – jeden z czterech pocisków wystrzelonych z północnokoreańskiej baterii dział kalibru 155 mm przebił osłonę działa przeciwlotniczego 40 mm. Spowodowało to niewielkie uszkodzenia, a trzech ludzi zostało rannych. „Wisconsin” zniszczył tę baterię salwą dział 406 mm. Po udzieleniu raz jeszcze wsparcia ogniowego 1. D.Mar. pancernik wrócił do Japonii 19 marca.
Zastąpiony w roli okrętu flagowego amerykańskiej Siódmej Floty przez siostrzany okręt USS „Iowa” (BB-61), „Wisconsin” opuścił 1 kwietnia Yokosukę i udał się na wody amerykańskie. W drodze do macierzystego portu odwiedził na krótko wyspę Guam, gdzie wziął udział w uwieńczonych sukcesem testach największego doku pływającego US Navy – w dniach 4-5 kwietnia 1952 roku jako pierwszy okręt typu Iowa użył tego typu konstrukcji. Następnie kontynuował podróż przez Pacyfik, odwiedzając jeszcze po drodze Pearl Harbor. Do Long Beach w Kalifornii dopłynął 19 kwietnia; następnie udał się do Norfolk.

## Lata 1952-1986

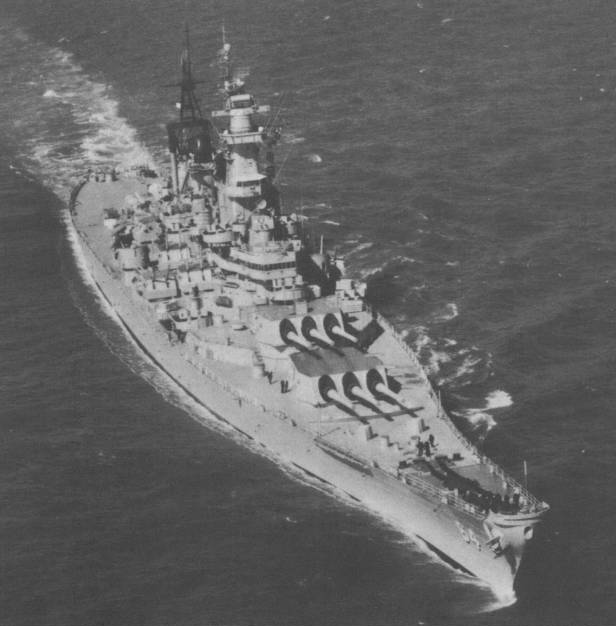
Wisconsin w pobliżu Norfolk w latach 50 XX wieku

9 czerwca 1952 „Wisconsin” podjął ponownie rolę okrętu szkolnego biorąc kursantów do Greenock, Brestu i Zatoki Guantanamo, kończąc rejs w Norfolk. Opuścił Hampton Roads 25 sierpnia i uczestniczył w ćwiczeniach morskich NATO (Operacja Mainbrace), które odbywały się w pobliżu Greenock. Po powrocie po ćwiczeniach do Norfolk, „Wisconsin” udał się na przegląd do tamtejszej stoczni. Pancernik pozostawał we Flocie Atlantyckiej do połowy 1953 roku, służąc jako okręt szkolny i uczestnicząc w ćwiczeniach. Po miesiącach rutynowej służby okręt opuścił Norfolk 9 września 1953, kierując się na Daleki Wschód.
Płynąc przez Kanał Panamski, pancernik dotarł do Japonii, gdzie 12 października zmienił USS „New Jersey” (BB-62) w roli okrętu flagowego Siódmej Floty. W następnych miesiącach „Wisconsin” wizytował japońskie porty w Kobe, Sasebo, Yokosuce, Otaru i Nagasaki. Święta Bożego Narodzenia spędził w Hongkongu. 1 kwietnia 1954 roku został zwolniony z obowiązków okrętu flagowego i 4 maja 1954 roku wrócił do Norfolk, po drodze odwiedzając Long Beach.
11 czerwca wszedł do stoczni w Norfolk na krótki przegląd, a 12 czerwca wziął kolejny turnus kadetów na rejs szkoleniowy. Po odwiedzinach Greenock, Brestu i Zatoki Guantanamo, okręt wrócił do stoczni norfolskiej na naprawy. Krótko później uczestniczył w ćwiczeniach Floty Atlantyckiej jako okręt flagowy dowódcy Drugiej Floty. Opuścił Norfolk w styczniu 1955, by wziąć udział w Operacji Springboard, podczas której odwiedził Port-au-Prince na Haiti. Później wrócił do Norfolk, zabrał kolejny kurs kandydatów na oficerów i w letnim rejsie odwiedził Edynburg, Kopenhagę i Zatokę Guantanamo, zanim wrócił do USA.
Po ukończeniu większego przeglądu w stoczni w Nowym Jorku okręt popłynął na Morze Karaibskie, biorąc udział w kolejnych ćwiczeniach letnich. Podczas tego rejsu odwiedził ponownie Port-au-Prince, a później także Tampico w Meksyku i Cartagnę w Kolumbii. Wrócił do Norfolk ostatniego dnia marca 1956. 19 października 1955 roku w czasie rejsu po rzece East River w porcie nowojorskim pancernik wszedł przypadkowo na mieliznę, jednak już po godzinie okręt był wolny, a całe zdarzenie skończyło się bez większych uszkodzeń okrętu.

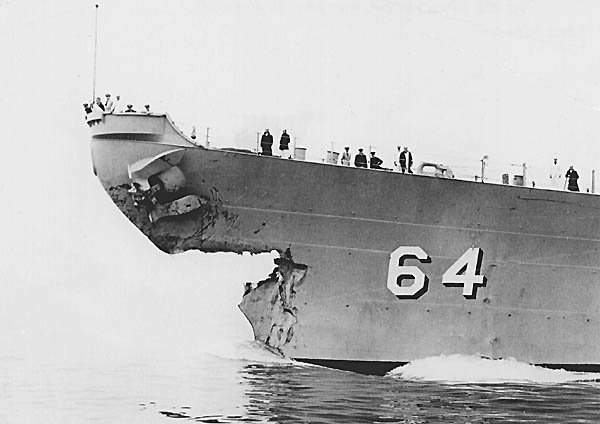
Uszkodzenia dziobu USS „Wisconsin”, jakie pancernik odniósł w kolizji z USS Eaton (DDE-510) 6 maja 1956 roku

W kwietniu i na początku maja pancernik operował w pobliżu wybrzeży Wirginii. 6 maja miał kolizję z niszczycielem USS „Eaton” (DDE-510) w silnej mgle. Pancernik został wysłany do Norfolk z dużymi uszkodzeniami dziobu i tydzień później wszedł do suchego doku w Norfolk Naval Shipyard. Aby przyspieszyć naprawy i umożliwić okrętowi wzięcie udziału w kolejnym rejsie z kandydatami na oficerów skorzystano z nietypowego rozwiązania. 120-tonowa, 21-metrowa sekcja dziobu została odcięta z nieukończonego pancernika typu Iowa, USS „Kentucky” (BB-66), i przetransportowana na barce (w jednej części) ze stoczni w Newport News przez Hampton Roads do stoczni norfolskiej. Pracując 24 godziny na dobę załoga okrętu i personel stoczni zamontowali nowy dziób w miejsce starego w 16 dni. 28 czerwca 1956 roku okręt był gotowy do wyjścia w morze.

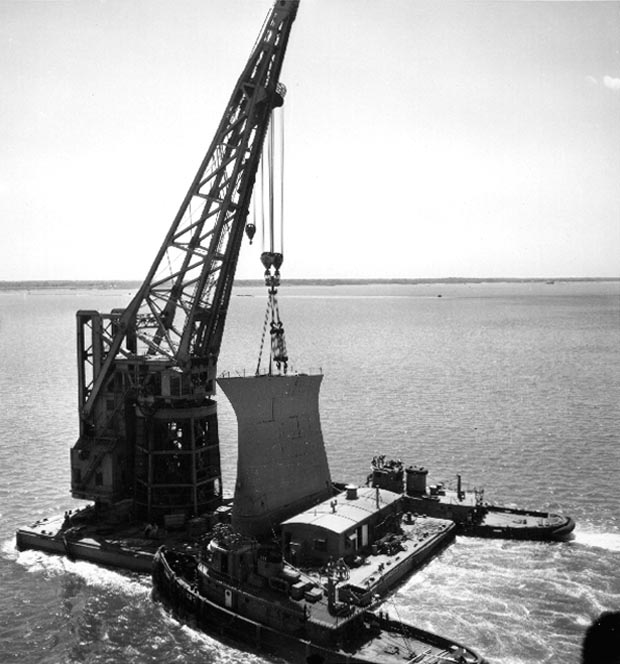
Dziób „Kentucky” transportowany w jednej części na barce w drodze do stoczni w Norfolk

„Wisconsin” wrócił do rejsów treningowych 9 lipca 1956. Jesienią 1956 roku pancernik uczestniczył w ćwiczeniach Floty Atlantyckiej. Wrócił do portu 8 listopada 1956 roku i wszedł do stoczni tydzień później. Pancernik przeszedł poważny remont, który zakończył się 2 stycznia 1957 roku.
Po lokalnych operacjach w pobliżu wybrzeży Wirginii, które odbyły się w dniach 3–4 stycznia 1957 i 9–11 stycznia, pancernik opuścił Norfolk 16 stycznia, meldując się dowódcy Fleet Training Group w Zatoce Guantanamo. Okręt służył admirałowi Henry’emu Crommelinowi jako okręt flagowy podczas ćwiczeń w bombardowaniu celów nabrzeżnych i innych ćwiczeń, które odbyły się w pobliżu wyspy Culebra, w rejonie Puerto Rico, w dniach 2–4 lutego 1957 roku. Później pancernik wrócił do Norfolk 7 lutego i uczestniczył w lokalnych operacjach. 27 marca okręt popłynął na Morze Śródziemne, mijając Gibraltar 6 kwietnia 1957 roku i spotykając się tego samego dnia z zespołem operacyjnym TF 60 na Morzu Egejskim. Następnie zameldował się z zespołem w Turcji na ćwiczenia NATO Exercise Red Pivot.
Po opuszczeniu Zatoki Xeros 14 kwietnia, pancernik odwiedził Neapol cztery dni później, a następnie kontynuował ćwiczenia we wschodniej części Morza Śródziemnego. W trakcie tych ćwiczeń załoga okrętu uratowała pilota i członka załogi samolotu z lotniskowca USS „Forrestal” (CVA-59), którzy uczestniczyli w wypadku samolotu. „Wisconsin” dotarł do Walencji 10 maja, a trzy dni później okręt odwiedzili oficjele wojskowi i cywilni z miasta.
Okręt opuścił Walencję 17 kwietnia i dopłynął do Norfolk 27 maja. Tego dnia kontradmirał L.S. Parks zastąpił kontradmirała Crommelina na stanowisku dowódcy 2. Dywizjonu Pancerników. Opuszczając 19 czerwca Norfolk, pancernik zabrał ze sobą kolejny kurs kadetów i udał się przez Kanał Panamski na wody południowoamerykańskie, gdzie dopłynął do Valparaiso 3 lipca. Osiem dni później okręt wrócił przez Kanał na wody atlantyckie.

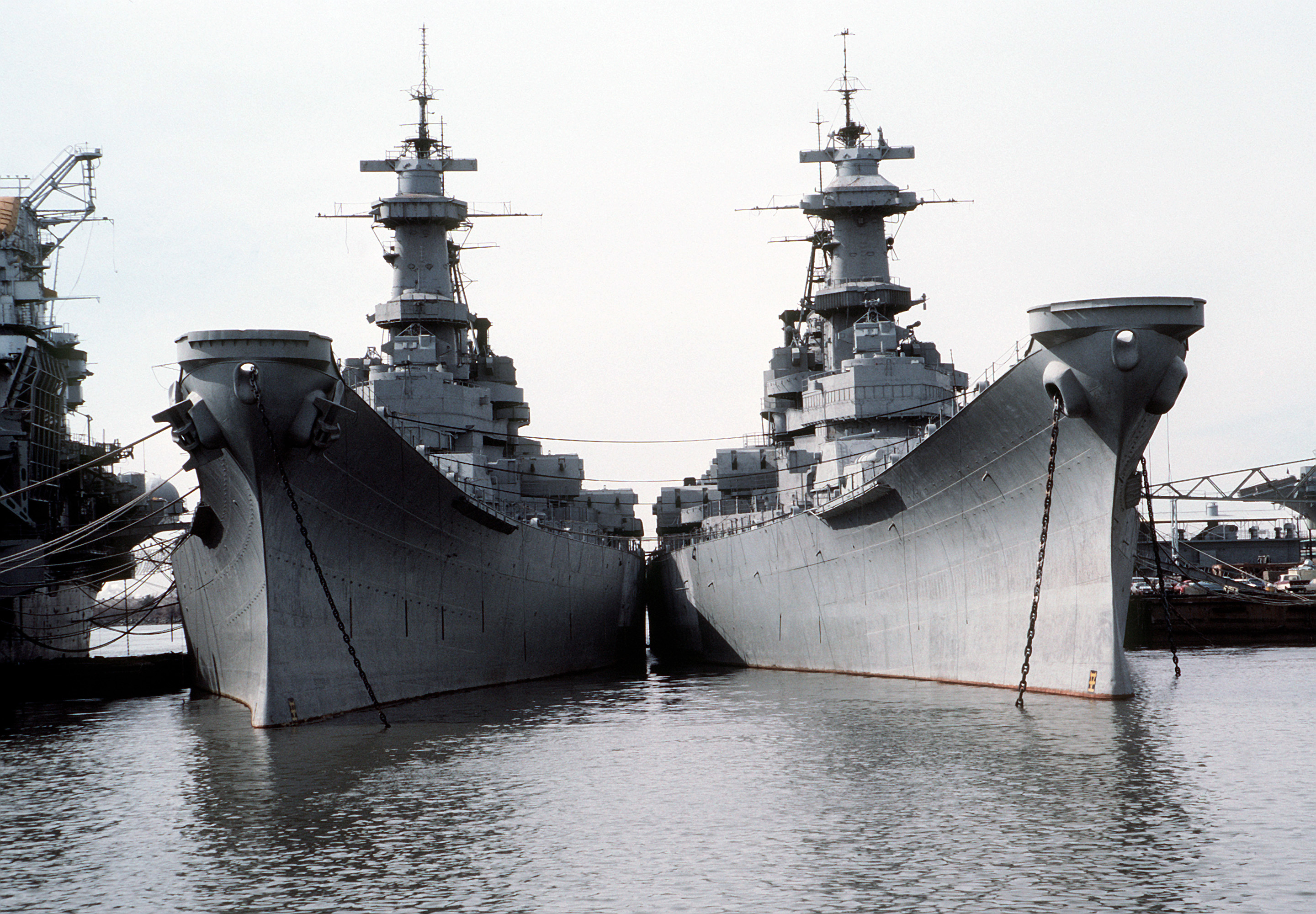
Widok na dzioby pancerników „Iowa” (po prawej) i „Wisconsin” (po lewej) stojących w rezerwie w Philadelphia Naval Shipyard

Po ćwiczeniach w Zatoce Guantanamo i w pobliżu Culebra pancernik dopłynął do Norfolk 5 sierpnia i uczestniczył w lokalnych operacjach do końca września. Później wziął udział w ćwiczeniach NATO, które odbyły się w pobliżu Wysp Brytyjskich.
Dni okrętu jako jednostki będącej w aktywnej służbie były już policzone, gdy przygotowywał się do swojego ostatniego rejsu. 4 listopada opuścił Norfolk z dużą grupą prominentnych gości na pokładzie. Osiągnął Nowy Jork 6 listopada, wyładował gości i 8 listopada popłynął do Bayonne w stanie New Jersey, gdzie odbyły się prace związane z przygotowaniem okrętu do przeniesienia do rezerwy. „Wisconsin” został przeniesiony do rezerwy 8 marca 1958 roku w Bayonne i dołączył do amerykańskiej floty rezerwowej (znanej – w języku angielskim – jako naftalinowa flota). Wycofanie okrętu oznaczało, że Stany Zjednoczone nie będą miały ani jednego okrętu tej klasy w aktywnej służbie po raz pierwszy od 1895 roku. Przeniesiony do Philadelphia Naval Shipyard „Wisconsin” pozostawał, wraz ze swym siostrzanym okrętem USS „Iowa”, w rezerwie do lat osiemdziesiątych XX wieku.

## Reaktywacja (1986–1990)

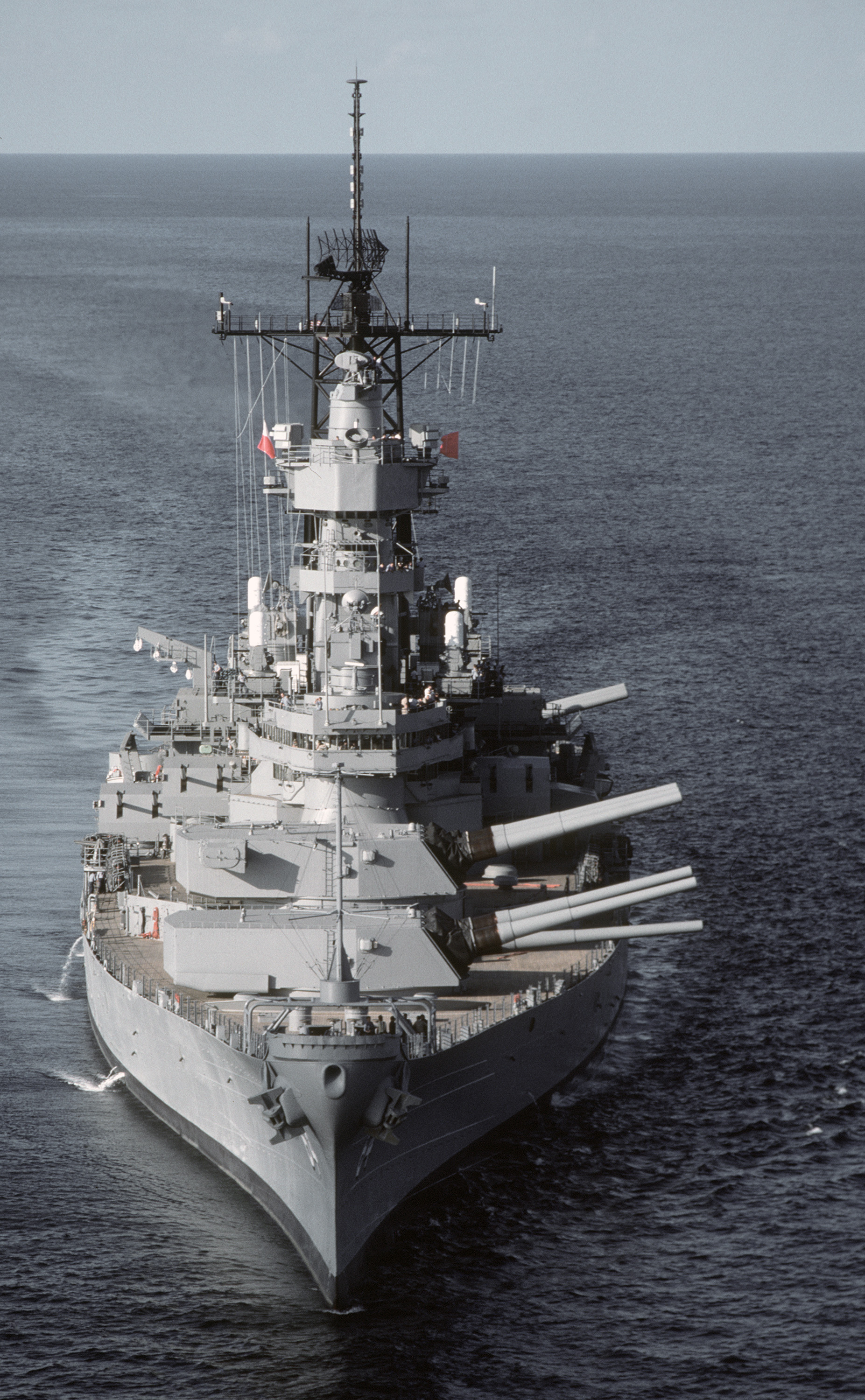
„Wisconsin” przygotowuje się do strzału z dział 406 mm (16 cali). Zdjęcie zrobione po modernizacji w 1986 roku

Częścią planu „600-ship Navy”, podjętego przez Sekretarza Marynarki Johna F. Lehmana za prezydentury Ronalda Reagana, była reaktywacja pancernika. „Wisconsin” został 1 kwietnia 1986 roku przeholowany do stoczni Avondale Shipyard w Nowym Orleanie, aby wykonać prace modernizacyjne konieczne do ponownego włączenia do służby. Pancernik został następnie przeholowany 2 stycznia 1986 roku ze stoczni Avondale do stoczni Ingalls, aby otrzymać nowoczesne uzbrojenie. Podczas modernizacji z pancernika zdjęto wszystkie działka przeciwlotnicze kalibru 20 mm i 40 mm (z powodu ich nieefektywności w zwalczaniu współczesnych samolotów odrzutowych i rakiet przeciwokrętowych). Dodatkowo zostały także usunięte dwa działa 127 mm (5 cali) zamontowane na rufie.
W ciągu kilku miesięcy okręt otrzymał nowoczesne uzbrojenie. Były to cztery poczwórne wyrzutnie rakiet przeciwokrętowych typu AGM-84 Harpoon, osiem wyrzutni Armored Box Launcher (ABL) z 32 pociskami typu BGM-109 Tomahawk i cztery systemy obrony bezpośredniej typu Phalanx (służące do zwalczania rakiet przeciwokrętowych). Okręt otrzymał także osiem bezzałogowych samolotów RQ-2 Pioneer sterowanych bezprzewodowo (zamieniły helikoptery służące wcześniej do naprowadzania dział kalibru 406 mm). Modernizacja objęła także radary i systemy kontroli ognia. Ulepszono także zdolności prowadzenia wojny elektronicznej. Tak uzbrojony „Wisconsin” został oficjalnie przywrócony do służby 22 października 1988 w Pascagoula w stanie Mississippi i przydzielony do amerykańskiej Floty Atlantyckiej.
Pancernik spędził pierwszą połowę 1989 roku prowadząc ćwiczenia na Atlantyku i w pobliżu wybrzeży Puerto Rico, po czym wrócił do stoczni Philadelphia Naval Shipyard na remont, który potrwał do końca roku. W połowie roku 1990 pancernik uczestniczył w ćwiczeniach floty.

## I wojna w Zatoce Perskiej (1990–1991)

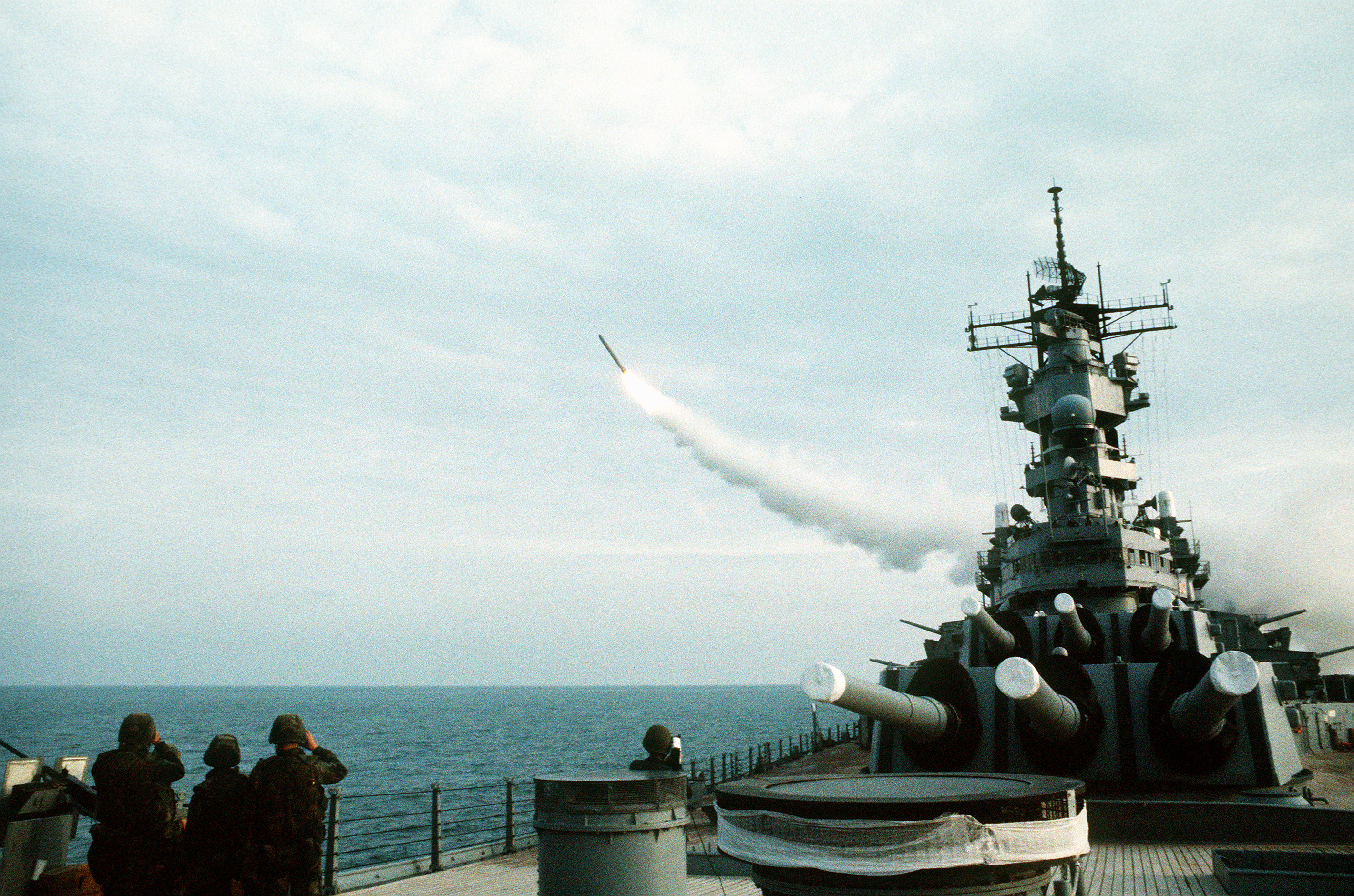
Wisconsin odpala pociski rakietowe RGM-109 Tomahawk przeciw celom w Iraku podczas operacji Pustynna Burza

2 sierpnia 1990 roku armie irackie na rozkaz Saddama Husseina zaatakowały Kuwejt. W połowie miesiąca prezydent USA George H.W. Bush, zgodnie z doktryną Cartera, wysłał pierwszych żołnierzy i silne wsparcie morskie do Arabii Saudyjskiej i do obszaru Zatoki Perskiej, w celu stworzenia wielonarodowych sił zbrojnych, które miały się przeciwstawić irackiemu dyktatorowi. 7 sierpnia 1990 „Wisconsin” otrzymał rozkaz nakazujący mu wzięcie udziału w operacji Pustynna Tarcza i dotarł do Zatoki Perskiej 23 sierpnia. Kiedy operacja Pustynna Tarcza przeszła w operację Pustynna Burza pancernik wziął w niej udział w sposób bardzo podobny do tego, w jaki brał udział w wojnie koreańskiej czterdzieści lat wcześniej – ostrzeliwując z morza obiekty na lądzie. Wraz z siostrzanym okrętem USS „Missouri” (BB-63) odpalał rakiety Tomahawk przeciw wojskom irackim. Okręty te były pierwszymi, które odpaliły rakiety podczas Wojny w Zatoce Perskiej. „Wisconsin” dodatkowo służył jako okręt naprowadzający w ataku przy użyciu rakiet Tomahawk (ang. Tomahawk Land Attack Missile (TLAM)) w Zatoce Perskiej, kierując sekwencjami odpalania jakie zostały przewidziane w początkowym ataku operacji Pustynna Burza oraz odpalając samemu 24 pociski TLAM podczas pierwszych dwóch dni kampanii. Pancernik także pełnił rolę lokalnego koordynatora zwalczania zagrożeń z powierzchni ziemi i morza dla Grupy Bojowej Obszaru Północnej Zatoki Perskiej (ang. Northern Persian Gulf Surface Action Group).

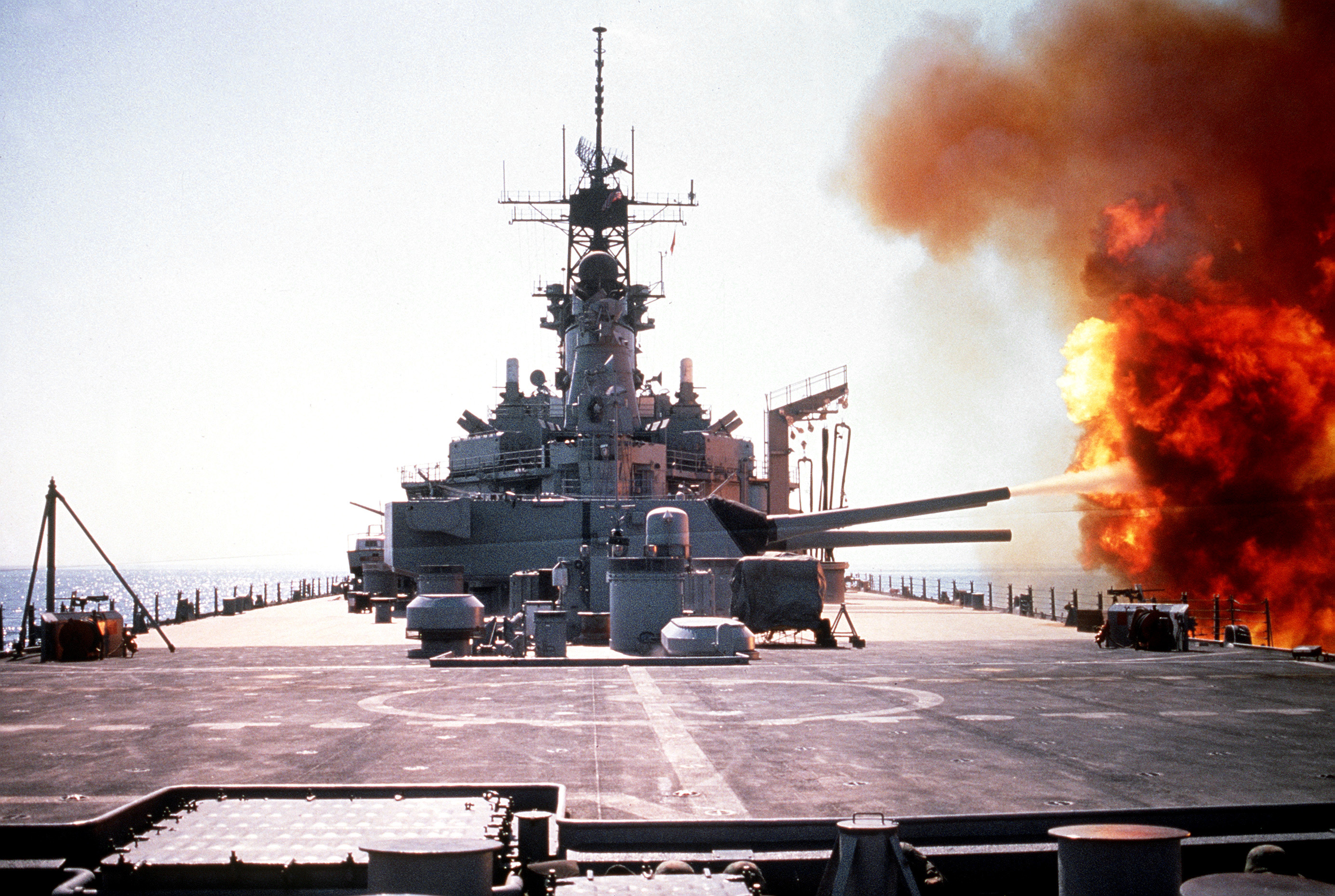
„Wisconsin” strzela z największych dział podczas wojny w Zatoce Perskiej w 1991 roku

„Wisconsin” eskortowany przez fregatę USS „Nicholas” (FFG-47) zastąpił „Missouri” 6 lutego 1990 roku, a następnie odpowiedział na pierwszą skierowaną do niego prośbę o wsparcie ogniowe ze strony piechoty od marca 1952 roku. Pancernik, który został jako ostatni przywrócony do służby z pancerników typu Iowa, wystrzelił 11 pocisków na odległość 19 mil (ok. 35 km) niszcząc iracką baterię artylerii w południowym Kuwejcie. Używając, po raz pierwszy w walce, bezzałogowego aparatu latającego (ang. Unmanned Aerial Vehicle – UAV) jako środka rozpoznania, pancernik zniszczył irackie cele naziemne i łodzie, które były używane podczas rajdów na wybrzeże saudyjskie. 7 lutego okręt ostrzelał ogniem dział stanowiska irackiej artylerii, baterie rakietowe i stanowiska walki elektronicznej na wybrzeżu. Używając szesnastocalowych dział do zwalczania celów morskich, kilkoma salwami zniszczył 15 łodzi irackich i kilka pirsów w marinie Khawr al-Mufattah.
W odpowiedzi na żądanie wsparcia artyleryjskiego przez wojska koalicji, działa pancernika kolejny raz wystrzeliły 9 lutego, bombardując irackie bunkry i stanowiska artylerii oraz pozycje żołnierzy w pobliżu Chafii, gdy wojska irackie zostały wypchnięte z miasta przez saudyjskie i katarskie czołgi.
21 lutego jeden z UAV należących do pancernika zaobserwował kilka ciężarówek zaopatrzeniowych na irackim punkcie dowodzenia. Okręt ostrzelał z najcięższych dział kompleks budynków, niszcząc bądź ciężko uszkadzając dziesięć z nich. „Wisconsin” i „Missouri” zmieniały się na stanowisku okrętu ostrzeliwującego ląd, niszcząc ogniem szesnastocalowych dział wrogie cele i zmiękczając obronę na wybrzeżu Kuwejtu, co miało umożliwić ewentualny desant z morza.

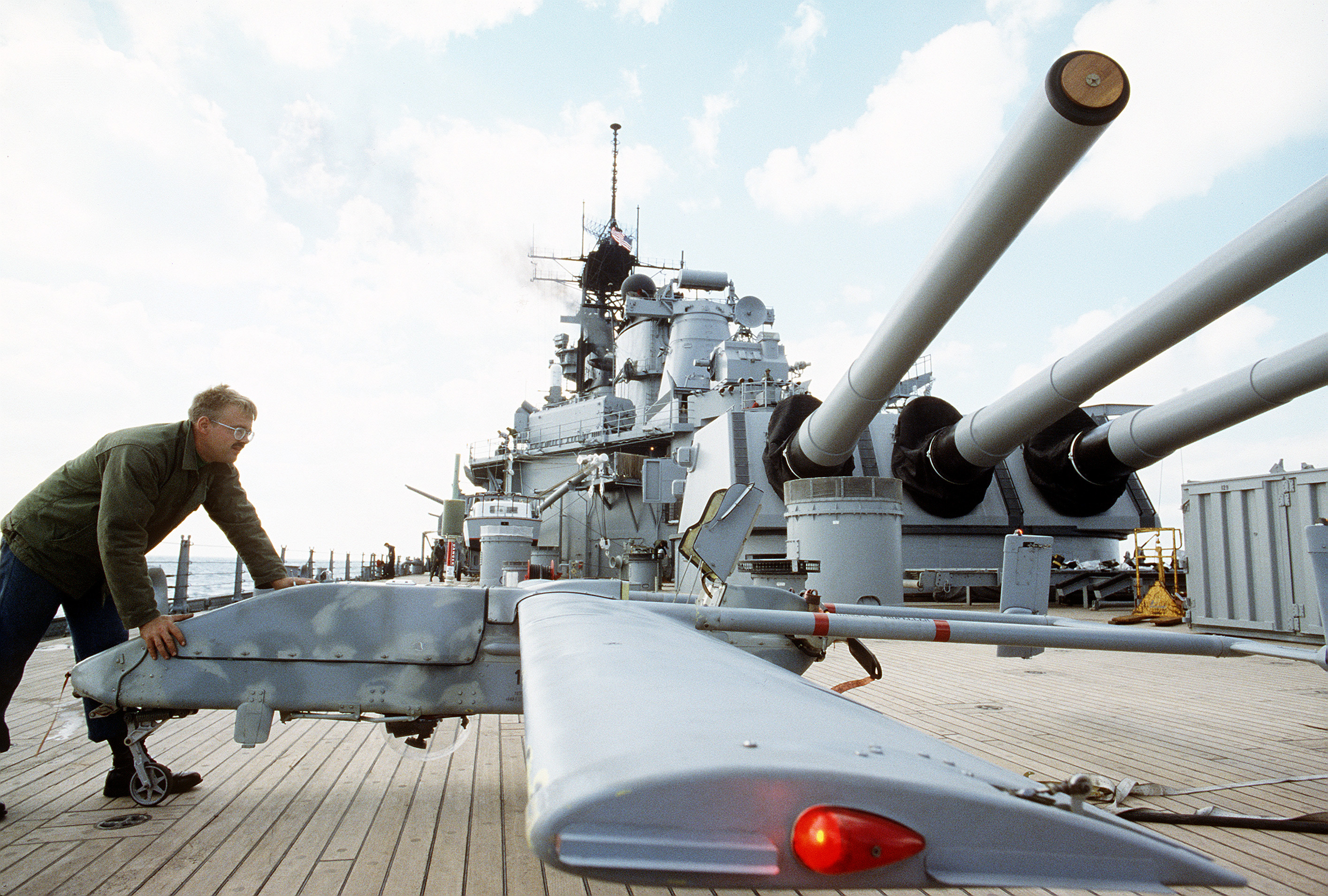
Technicy przesuwają bezzałogowy aparat latający Pioneer RPV po pokładzie rufowym USS „Wisconsin”

W nocy 23 lutego „Missouri” i „Wisconsin” wycelowały swe działa w wyspę Faylaka, aby wspierać ofensywę w Iraku. Okręty przeprowadziły atak dywersyjny, który miał utwierdzić dowództwo wojsk irackich w przekonaniu, że wojska koalicji przygotowują się do ataku od strony morza za pomocą desantu amfibijnego. W rzeczywistości atak głównymi siłami został przeprowadzony na innym odcinku frontu. Pancerniki ostrzelały znane koalicji pozycje obronne na wyspie. Krótko po tym, jak „Missouri” skończył ostrzeliwanie wyspy Faylaka „Wisconsin”, stale poza horyzontem (przez co pozostając poza zasięgiem widoczności wojsk irackich), katapultował pojazd UAV RQ-2 Pioneer, aby móc skutecznie koordynować ogień najcięższych dział. Gdy dron pancernika pojawił się nad wyspą, pilot urządzenia dostał rozkaz takiego pokierowania urządzeniem, aby przeleciało ono nisko nad pozycjami irackimi, żeby żołnierze zrozumieli, że będą jeszcze raz celem ostrzału pancernika. Iraccy żołnierze słysząc dźwięk pracującego silnika RQ-2 i mając w pamięci efekty ostrzału ich pozycji najcięższymi pociskami pancernika „Missouri”, wywiesili białą flagę z zamiarem poddania się, co z niedowierzaniem zostało przyjęte przez operatora UAV. Zdziwiony widokiem powiewających białych flag nad celem operator wezwał oficera dowodzącego okrętem, komandora Davida S. Billa III i spytał „Sir, they want to surrender, what should I do with them?” (Sir, oni chcą się poddać, co powinienem z nimi zrobić?). Incydent z poddaniem się żołnierzy irackich bezzałogowemu pojazdowi z pancernika USS „Wisconsin” stał się jednym z bardziej znanych momentów pierwszej wojny w Zatoce Perskiej. Był to także pierwszy przypadek poddania się wrogich żołnierzy bezzałogowemu samolotowi kontrolowanemu przez okręt.
Następnego dnia okręt przeprowadził dwa strzelania mające na celu zniszczenie sił irackich zabarykadowanych w kilku bunkrach. Będący świadkiem efektów ostrzału pozycji irackich przez działa pancernika dowódca saudyjski skomentował tak atak: „I wish we had a battleship in our navy.” (Chciałbym żebyśmy my także mieli pancernik w naszej flocie)
Zarówno „Wisconsin”, jak i „Missouri” przekroczyły milionfuntowy (ok. 450 ton) limit pocisków artyleryjskich i rakiet wystrzelonych na irackie terytoria zanim prezydent George H.W. Bush zakończył działania wojenne 28 lutego. Salwa z dział pancernika „Wisconsin” była ostatnim ostrzałem artyleryjskim wspierającym z morza działania na lądzie w tej wojnie. „Wisconsin” pozostawał w Zatoce Perskiej po ogłoszeniu zawieszenia broni i wrócił do domu dopiero 28 marca 1991 roku. Podczas 6 miesięcy służby w Zatoce Perskiej na pokładzie pancernika wykonano 661 bezpiecznych lądowań helikopterów, UAV pancernika wylatały 348 godzin a okręt przepłynął 46 000 mil morskich (ok. 85 100 km). Pancernik wystrzelił 528 pocisków 406 mm, 881 pocisków 127 mm oraz 5200 pocisków 20 mm z systemu Phalanx. Ponieważ wszystkie cztery pancerniki zostały wycofane ze służby i skreślone z Rejestru Jednostek Marynarki po wojnie w Zatoce Perskiej, był to ostatni konflikt w którym wzięły aktywny udział pancerniki amerykańskie.

## Okręt-muzeum (od 1992)

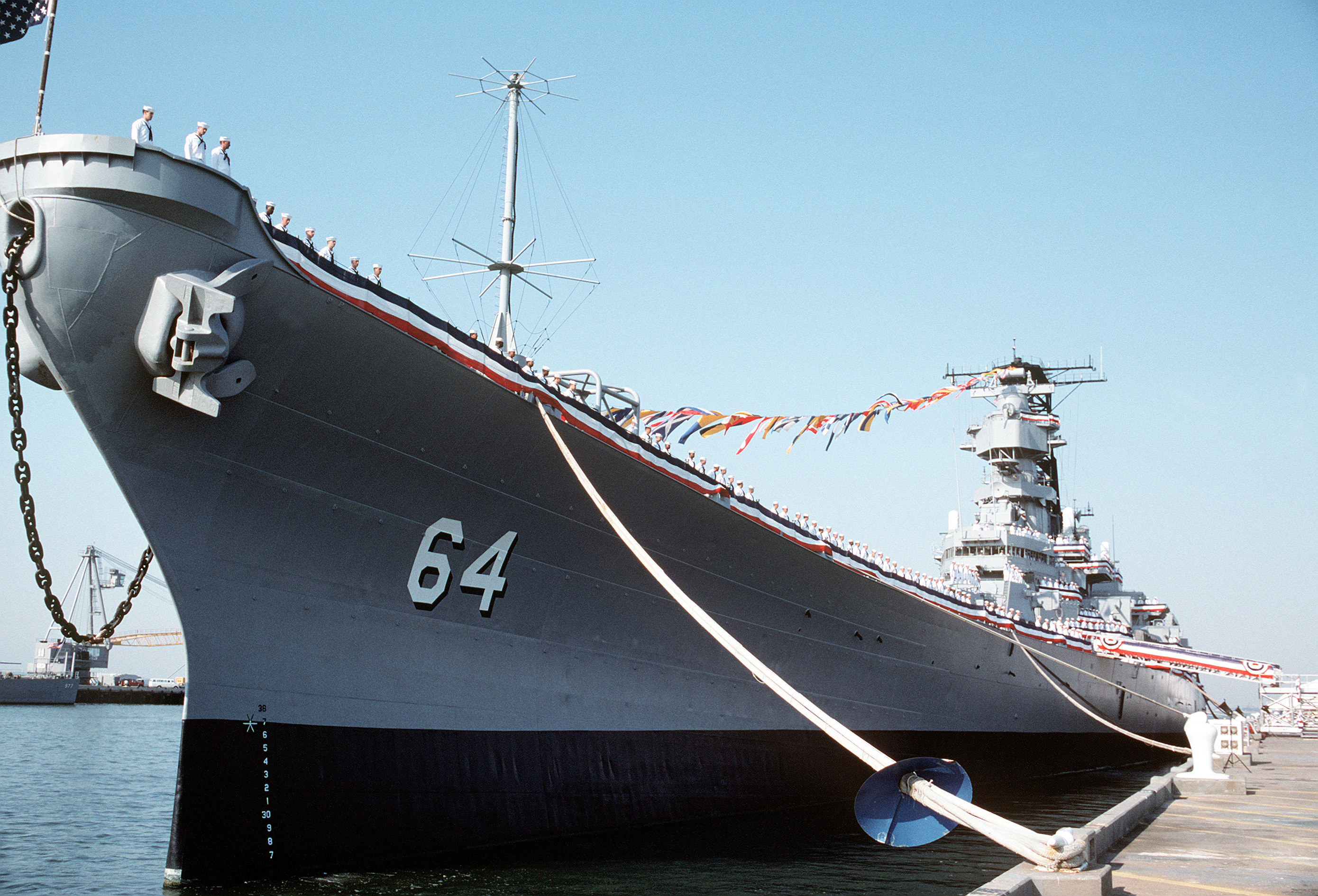
Członkowie załogi „Wisconsin” stoją przy relingu podczas uroczystości przeniesienia do rezerwy

Wraz z upadkiem Związek Socjalistycznych Republik Radzieckich na początku lat 90. XX wieku i zmniejszeniem zagrożenia wojną światową, budżet wojskowy Stanów Zjednoczonych został znacznie zmniejszony. Wysokie koszty utrzymania (duża załoga, znaczne ilości paliwa zużywanego podczas rejsów itd.) spowodowały, że postanowiono przenieść pancerniki do rezerwy. „Wisconsin” został wycofany ze służby 30 września 1991 r. i skreślony z Rejestru Jednostek Floty 12 stycznia 1995. 15 października 1996 roku został przeniesiony do stoczni Norfolk Naval Shipyard, a 12 lutego 1998 został ponownie wpisany do Rejestru. 7 grudnia 2000 pancernik został przeholowany ze stoczni norfolskiej do Narodowego Centrum Marynarki Nauticus w Norfolk. Stojąc na kotwicy w pobliżu muzeum udostępnia swój pokład zwiedzającym. Jednak wejście pod pokład jest zabronione, a okręt nadal znajduje się w posiadaniu Marynarki USA i jest uważany za część Floty Rezerwowej.
„Wisconsin” jest wymieniany jako jeden z dwóch pancerników amerykańskich, które US Navy powinna posiadać zgodnie z aktem prawnym National Defense Authorization Act z 1996 roku (drugi to „Iowa”). Oba pancerniki pozostają w amerykańskiej Flocie Rezerwowej jako okręty mogące zostać wykorzystane do bombardowania wybrzeża, ponieważ mają działa kalibru 406 mm, które mogą strzelać pociskami o masie 1225 kg na odległość 24 mil morskich. Jednak „Wisconsin” ma już ponad 60 lat i potrzebna byłaby generalna modernizacja przed powrotem do aktywnej służby. Ponieważ większość technologii użytych przy budowie pancernika datuje się na lata II wojny światowej, natomiast rakiety i broń wojny elektronicznej na lata 80., nie spełnia on dzisiejszych standardów i większość elementów (szczególnie tych elektronicznych) nadaje się do wymiany bądź modernizacji. Dodatkowo podczas I wojny w Zatoce Perskiej głównym utrudnieniem dla manewrów pancernika były irackie miny morskie – broń tania i dość skuteczna, a trudna do zwalczania. Raporty internetowe sugerują, że większość bombardowań mogłaby być przeprowadzona równie skutecznie przez Fregaty rakietowe typu Oliver Hazard Perry, uzbrojone w szybkostrzelne działa kalibru 76 mm. Dodatkowo, koszt modernizacji pancerników „Iowa” i „Wisconsin” jest oceniany na znaczne sumy: reaktywacja około 500 milionów dolarów, a pełny program modernizacyjny to 1,5 miliarda dolarów.

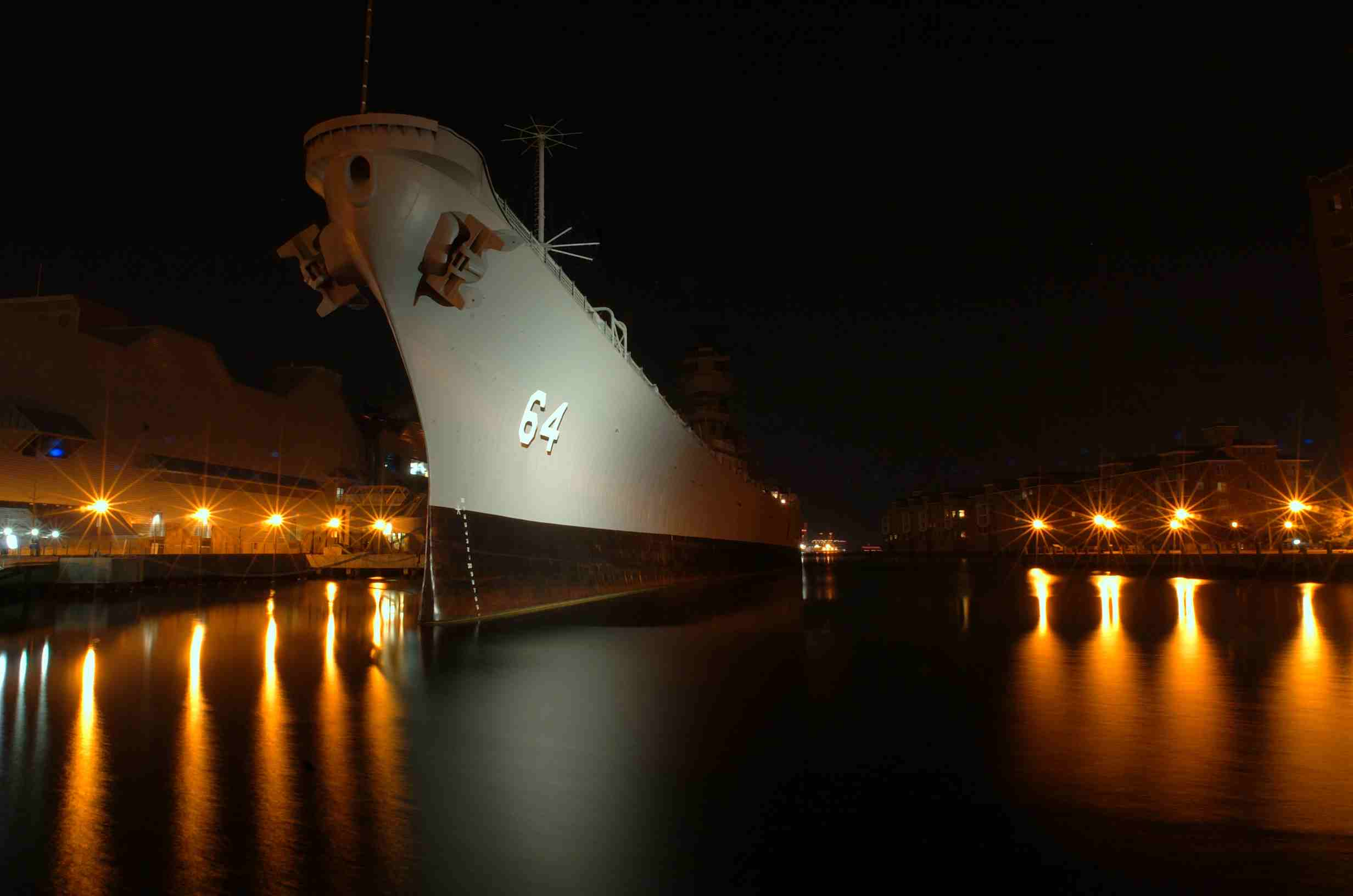
Nocą na cumach w Norfolk, 3 kwietnia 2004

17 marca 2006 roku sekretarz Departamentu Marynarki wykorzystał swoje uprawnienia do skreślenia pancerników „Iowa” i „Wisconsin” z rejestru, co umożliwiło przekazanie obu okrętów jako daru dla muzeów (z przeznaczeniem na okręt-muzeum), jednak Kongres amerykański był „głęboko zaniepokojony” (deeply concerned) stratą ewentualnego artyleryjskiego wsparcia morskiego, które zapewniały pancerniki. Kongres uważał, że „wysiłki marynarki aby ulepszyć, bądź zrównoważyć te zdolności, są wysoce problematyczne” (...navy efforts to improve upon, much less replace, this capability have been highly problematic).
Dlatego Izba Reprezentantów zadała pytanie, czy pancerniki powinny być trzymane w rezerwie, i czy mogą być kiedyś użyte. Kongres stwierdził, że muszą być spełnione poniższe warunki, aby (w razie potrzeby) „Wisconsin” mógł wrócić do aktywnej służby:
1. „Wisconsin” nie może być przebudowany w żaden sposób, który by uniemożliwiał albo utrudniał jego wojskowe przeznaczenie.
2. Pancernik musi pozostawać w obecnym stanie technicznym, co ma umożliwić zabezpieczenie przed korozją, nadmiernym zawilgoceniem i innymi uszkodzeniami.
3. Części zapasowe i unikatowe elementy wyposażenia, takie jak lufy dział kalibru 406 mm i pociski do nich powinny być zabezpieczone w wystarczającej ilości do użycia w momencie ewentualnej reaktywacji.
4. US Navy musi przygotować plan szybkiej reaktywacji pancernika, która nastąpiłaby w razie narodowego zagrożenia[23].

Te cztery warunki są zbliżone do oryginalnych trzech warunków postawionych w akcie (Nation Defense Authorization Act) z roku 1996, który określał sposób utrzymania pancernika, gdy był on w naftalinowej flocie. Jest jednak mało prawdopodobne, że te warunki uniemożliwią realizację obecnych planów przekształcenia pancernika USS „Wisconsin” w okręt muzealny stojący na cumach w Norfolk.

## Odznaczenia
„Wisconsin” zdobył pięć odznaczeń bojowych (ang. battle star) za służbę w II wojnie światowej i jedno za służbę w wojnie koreańskiej. Okręt otrzymał także proporzec bojowy (ang. Combat Action Ribbon) za wojnę koreańską i wojnie w Zatoce Perskiej. Dostał też pochwałę (ang. Navy Unit Commendation) za służbę podczas wojny w Zatoce Perskiej. Otrzymał także kilka innych odznaczeń i nagród za służbę w tych trzech wojnach.

## Dane taktyczno-techniczne

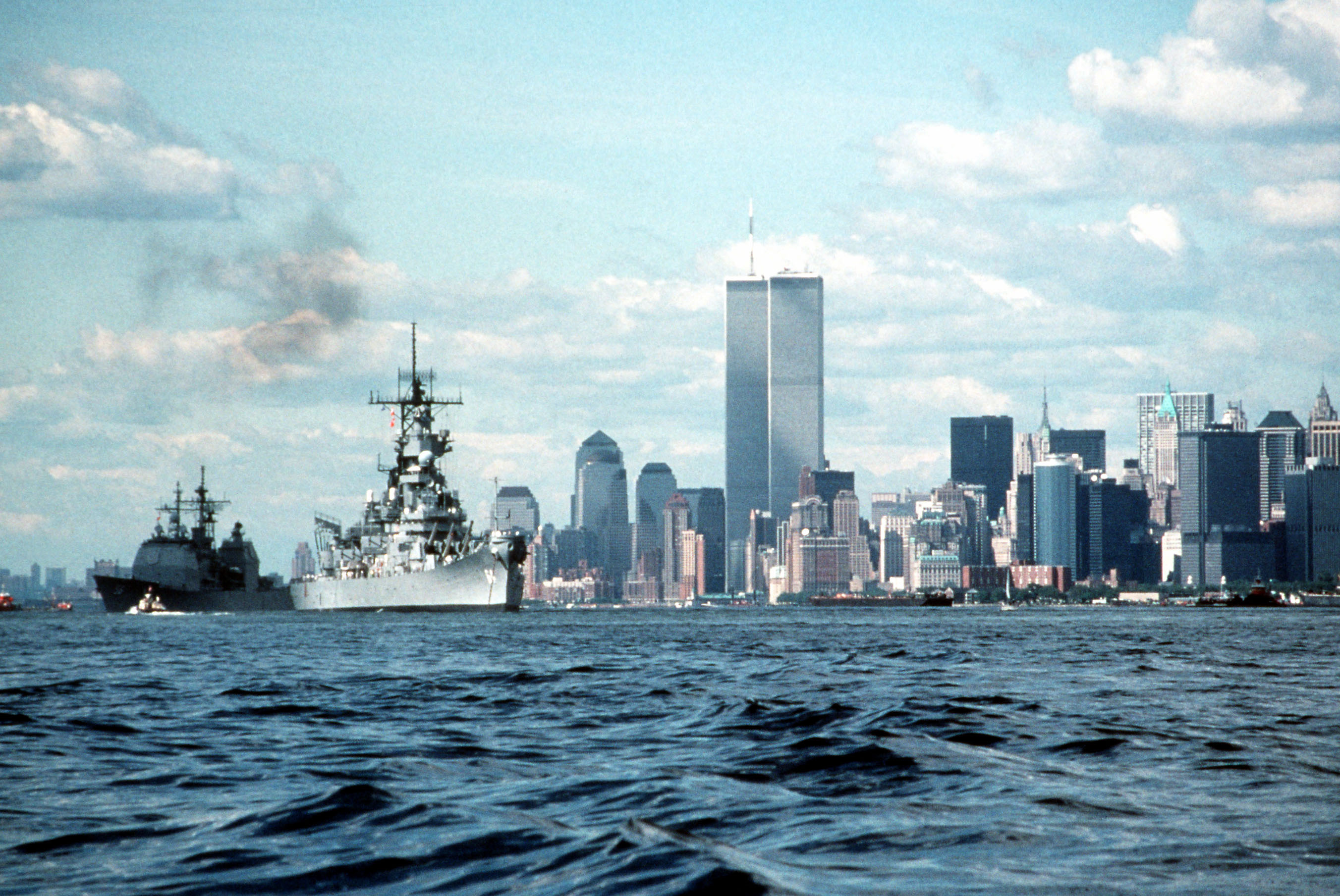
„Wisconsin” i krążownik typu Ticonderoga stoją na kotwicy podczas obchodów New York Fleet Week w lipcu 1991.

### Charakterystyka ogólna
- Wyporność standardowa 49 202 ton*
- Wyporność normalna 55 770 ton
- Wyporność bojowa 58 181 ton
- Długość całkowita 270,43 metrów (887,2 stóp)
- Szerokość całkowita 33 metry (108,2 stóp)
- Szerokość na KLW 32,97 metry (108,2 stóp)
- Zanurzenie (wyp. bojowa) 11,5 metrów
- Wysokość metacentryczna (wyp. normalna) 2,82 metry
- Prędkość maksymalna (projektowana) 33 węzły (61 km/h)
- Prędkość maksymalna po modernizacji ok. 35 węzłów (64 km/h)
- Załoga (według projektu) 1921 oficerów, podoficerów, marynarzy, funkcjonariuszy MP i żołnierzy USMC
- Załoga w 1990 r. 1653 oficerów, podoficerów, marynarzy, funkcjonariuszy MP i żołnierzy USMC

Uwaga! Tony metryczne, czyli 1 tona = 1000 kg.

### Opancerzenie
- Burta (górna część pasa): 307 mm pancerza utwardzanego powierzchniowo typu A, wychylonego na zewnątrz o 19°.
- Podkład pancerza burtowego (górna część pasa): 50 mm betonu + 22 mm poszycia ze stali specjalnej typu STS.
- Burta (dolna część pasa): 307–41 mm pancerza jednorodnego typu B, wychylonego na zewnątrz o 19°.
- Podkład pancerza burtowego (dolna część pasa): 22 mm poszycia ze stali specjalnej typu STS.
- Warstwa ekranująca górny pas burtowy: 38 mm stali specjalnej typu STS + koferdam paliwowy + 16 mm stali ciągliwej typu HTS.
- Cytadela maszyny sterowej: 343 mm pancerza utwardzanego powierzchniowo typu A.
- Cytadela linii wałów śrubowych: 343–181 mm pancerza utwardzanego powierzchniowo typu A.
- Grodzie cytadeli pancernej (dziobowa i rufowa): 368 mm pancerza utwardzanego powierzchniowo typu A.
- Pokład górny (przeciw bombowy): 38 mm stali specjalnej typu STS.
- Pokład drugi (główny pokład pancerny):
  - Wzdłuż osi okrętu: 121 mm pancerza jednorodnego typu B, na podkładzie 32 mm stali specjalnej typu STS.
  - Przy burtach i nad linią wałów śrubowych: 147 mm B na identycznym poszyciu (nad wałami 19 mm STS).
- Pokład dolny (przeciwodłamkowy): 16–19 mm stali specjalnej typu STS.
- Pokład przeciwodłamkowy nad komorami prochowymi: 25 mm stali specjalnej STS.
- Pokład nad maszyną sterową: 157 mm pancerza jednorodnego typu B, na poszyciu 19 mm stali specjalnej typu STS.
- Czołowe ściany wież artylerii głównej: 432 mm pancerza jednorodnego typu B na podkładzie 64 mm stali specjalnej typu STS.
- Boczne ściany wież artylerii głównej: 241 mm pancerza utwardzanego powierzchniowo typu A na poszyciu 19 mm stali specjalnej typu STS.
- Tylne ściany wież artylerii głównej: 305 mm pancerza utwardzanego powierzchniowo typu A.
- Dachy wież artylerii głównej: 184 mm pancerza jednorodnego typu B.
- Barbety wież artylerii głównej: 439 mm pancerza utwardzanego powierzchniowo typu A (poniżej pokładu pancernego 76 mm A).
- Wieże i barbety artylerii średniej: 64 mm stali specjalnej typu STS.
- Główne Stanowisko Dowodzenia (GSD): 439 mm pancerza jednorodnego typu B.
- Dach GSD: 184 mm pancerza jednorodnego typu B.
- Dalocelowniki i ich ciągi komunikacyjne: 38 mm stali specjalnej typu STS.
- Wyrzutnie Mark 143 ABL (od lat 80. XX wieku): 25 mm kompozytu z wkładami ceramicznymi.

Uwaga! Na podstawie m.in. Norman Friedman „US Battleships”, USNIP Annapolis 1985 r.

### Uzbrojenie
1944
- Artyleria główna: 9 armat (3xIII) Mark 7 kal. 406 mm (16”) L/50
- Artyleria średnia (uniwersalna): 20 armat (10xII) Mark 12 kal. 127 mm (5”) L/38
- Artyleria przeciwlotnicza: 80 armat (20xIV) Mark 2 Bofors kalibru 40 mm L/56
- Lekka artyleria przeciwlotnicza 68 armat (8xII i 52xI) Mark 2 Oerlikon kalibru 20 mm L/70

1990
- Artyleria główna: 9 armat (3xIII) Mark 7 kal. 406 mm (16”) L/50
- Artyleria średnia (uniwersalna): 12 armat (6xII) Mark 12 kal. 127 mm (5”) L/38
- Artyleria przeciwlotnicza / przeciwrakietowa: 4 zestawy Mark 15 block 1A Phalanx CIWS 6 x 20 mm L/76
- Uzbrojenie rakietowe (ciężkie): 32 pociski rakietowe RGM-109 Tomahawk (8xIV), w tym;
  - 16 x TLAM-C/D (przeciw celom naziemnym)
  - 8 x TLAM-B (przeciw celom nawodnym)
  - 8 x TLAM-N (termonuklearne)
- Uzbrojenie rakietowe (przeciwokrętowe): 16 pocisków rakietowych RGM-84 Harpoon (4xIV)
- Lekkie uzbrojenie rakietowe: 5 wyrzutni rakiet przeciwlotniczych FIM-92 Stinger (5xI)

### Wyposażenie radioelektroniczne (1990 rok)
Radary
- AN/SPS-49 – Radar obserwacji powietrznej i nawodnej (1)*
- AN/SPS-67 – Radar obserwacji nawodnej (1)
- AN/LN-66 – Radar obserwacji nawodnej (1)
- Mark 13 – Mikrofalowy radar artyleryjski (2)
- SPG-53F – Mikrofalowy radar artyleryjski (4)
- AN/VPS-2 – Mikrofalowy radar artyleryjski (4)
- NTDS – System wymiany danych taktycznych (1)
- AN/URN TACAN – Powietrzny system wymiany danych (1)
- OE-82 – System komunikacji satelitarnej (2)
- OE-222 WRN-5 – System łączności i nawigacji satelitarnej (1)
- AN/SPS-64 – Radar nawigacyjny (1)

Systemy walki radioelektronicznej (WRE)
- SLQ-25 Nixie – Przeciwpodwodne urządzenia ECM (2)
- WLR-1 – Urządzenie WRE (2)
- SLQ-32(v)3 – Urządzenia ECM / WRE (2)
- Mark 36 mod. 2 SRBOC – 48 wyrzutni dla celów pozornych (Super Rapid Blooming Off-board Chaff) (8xVI)
- Mark 12 – Urządzenia IFF (2)

Uwaga! W nawiasie podano liczbę poszczególnych urządzeń lub systemów.